# Покровское (Мордовия)
Покровское — село, центр сельской администрации в Атяшевском районе. Население 162 чел. (2001), в основном русские.

## История
Расположено в 30 км от районного центра и железнодорожной станции Атяшево. Название связано с религиозным праздником Покрова Пресвятой Богородицы. Основано в 1-й половине 17 в. Здесь было имение боярина Ю. И. Морозова, воспитателя царя Алексея Михайловича, о чём упомянуто в «Описных книгах Н. П. Огарёва владений А. И. Морозовой за 1667 год». По данным Генерального межевания 1785, в Покровском было 30 дворов (242 чел.); поместья князя Болховского, Дурова, Трегубова и Тютчева; 2 церкви (1743, 1769). В 1886 г. по инициативе инспектора народных училищ И. Н. Ульянова открыта школа. Согласно переписи 1910—1911 гг., в Покровском Козловской волости Ардатовского уезда имелись церковь, 2-классное училище, земская больница.
В 1930-е гг. были организованы колхозы им. Фурманова и «Красный путиловец», в 1951 г. объединены, с 1957 г. — укрупненное хозяйство «Россия», с 1997 г. — СХПК «Покровский». В современном Покровском — основная школа с музеем, библиотека, Дом культуры, детсад, фельдшерско-акушерский пункт, аптека, торговый центр. В Покровскую сельскую администрацию входят с. Знаменское (93 чел.; родина Героя Советского Союза И. Г. Парамонова) и д. Старое Баево (139 чел.; родина педагога А. А. Володиной).
Уроженец Покровского — композитор Ф. И. Маслов.

## Источник
- Энциклопедия Мордовия, И. С. Марискин, О. И. Марискин.